# Miranui Flax Tramway
| Dampflokomotive mit mit Flachs beladenen Loren überquert den Tokomaru Stream. |                           |                                       |                                       |
| Die Bagnall-Lokomotive unterquert am Eröff- nungstag die Wellington–Manawatu Railway. |                           |                                       |                                       |
| Streckenlänge: | 5,6 km                    |                                       |                                       |
| Spurweite: | 914 mm (engl. 3-Fuß-Spur) |                                       |                                       |
| |                           |                                       |                                       |
| \| \| 0 \| Miranui Flax Mill \| Miranui Flax Mill \| \| \| \| Wellington–Manawatu \| \| \| \| \| Tokomaru Stream \| \| \| \| \| \| \| \| \| 5,6 \| fliegende Gleise in den Flachsfeldern \| fliegende Gleise in den Flachsfeldern \| |                           |                                       |                                       |
| Kopfbahnhof Streckenanfang (Strecke außer Betrieb) | 0                         | Miranui Flax Mill                     | Miranui Flax Mill                     |
| Kreuzung geradeaus unten (Strecke geradeaus außer Betrieb) |                           | Wellington–Manawatu                   | Wellington–Manawatu                   |
| Brücke über Wasserlauf (Strecke außer Betrieb) |                           | Tokomaru Stream                       | Tokomaru Stream                       |
| Abzweig geradeaus und nach links (Strecke außer Betrieb) · Strecke von rechts (außer Betrieb) |                           |                                       |                                       |
| | 5,6                       | fliegende Gleise in den Flachsfeldern | fliegende Gleise in den Flachsfeldern |

Die Miranui Flax Tramway war eine von 1907 bis 1920 betriebene, 5,6 km lange Feldbahn mit einer Spurweite von 3 Fuß (914 mm) im Makerua Swamp (heute Opiki Plains) bei Shannon im Horowhenua District der Region Manawatū-Whanganui auf der Nordinsel von Neuseeland.

## Geschichte
Im Makerua Swamp befanden sich um 1910 viele Flachsmühlen am Ufer des Manawatū River. Flachsfasern vom Neuseeländer Flachs (Phormium tenax), der auch Neuseeländer Hanf oder Harekeke genannt wird, waren ein wichtiges Exportgut Neuseelands.
Die Miranui Flax Mill bei Shannon gehörte den Gebrüdern Seifert. Miranui heißt in der maorischen Sprache Große Mühle. Sie war von 1907 bis 1933 in Betrieb und war die größte Flachs-Mühle in der Gegend. Zu ihrem Höhepunkt hatte sie sieben Flachsbrechmaschinen und 300 Mitarbeiter. Miranui hatte sehr viel bessere Arbeitsbedingungen als die anderen Mühlen.

## Transport
Die Miranui Flax Mill war die einzige, die eine dampfbetriebene Feldbahn nutzte, um den Flachs von den Feldern zur Mühle zu transportieren. Sie kaufte und importierte 1907 eine 5 t schwere Dampflokomotive von Bagnall and Co in England, um die mit Flachs beladenen Loren zu ziehen. Allerdings erwies sich selbst diese leichtgewichtige Lokomotive als zu schwer für die bestehenden Gleise, so dass sie verkauft wurde und von den Käufern ab 1910 auf Waldbahnen an der Waitakere Coast bei Auckland und bei Raetihi in der Mitte der Nordinsel eingesetzt wurde.
Da die Lokomotive für die Strecke im Sumpf zu schwer war, wurden ab 1910 Pferde eingesetzt, um die mit Flachs beladenen Loren zur Mühle zu ziehen. Jeweils zwei dieser Zugtiere, meist ein Warmblüter und ein Kaltblüter, konnten 5 Loren ziehen, und drei Pferde konnten 9 Loren ziehen. Jede Lore wog bei voller Beladung über eine Tonne. Über 70 Pferde wurden für die verschiedenen Aufgaben an der Mühle und im Sumpf eingesetzt. 1920 wurden die Pferde durch Lastwagen ersetzt.
Die Trammy genannten Kutscher trieben die Pferde an und verlegten das fliegende Gleis in den Flachsfeldern. Während der Erntezeit wurden täglich über 200 m fliegendes Gleis umgesetzt und neu verlegt.

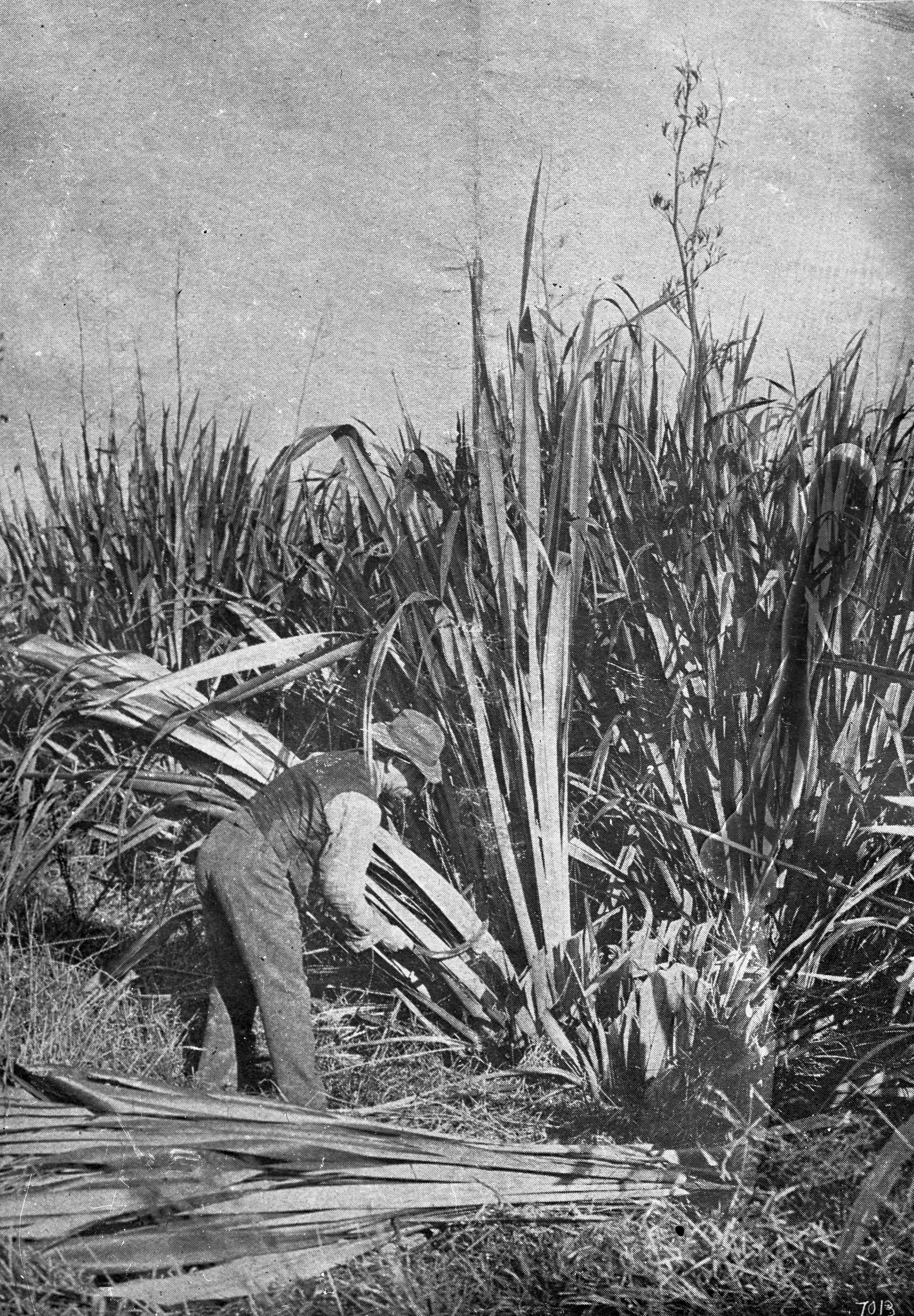
Ein Arbeiter erntet die grünen Blätter
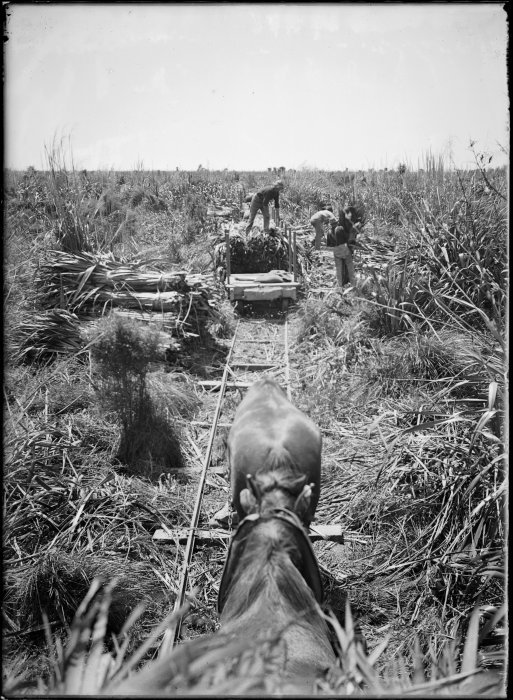
Verladung des Flachses auf Feldbahn-Loren
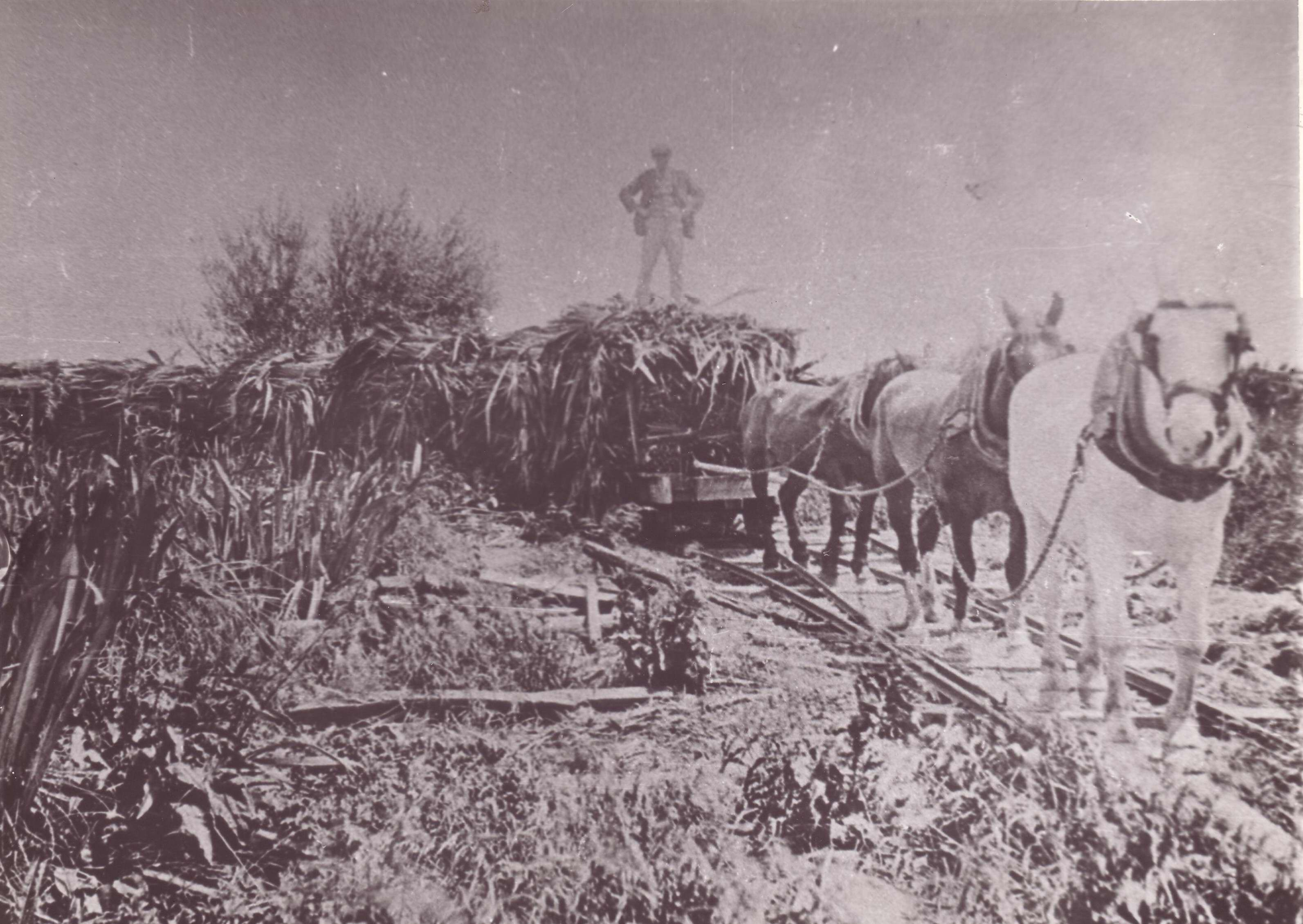
Ab 1910 wurden die Loren mit Pferden zur Flachsmühle gezogen
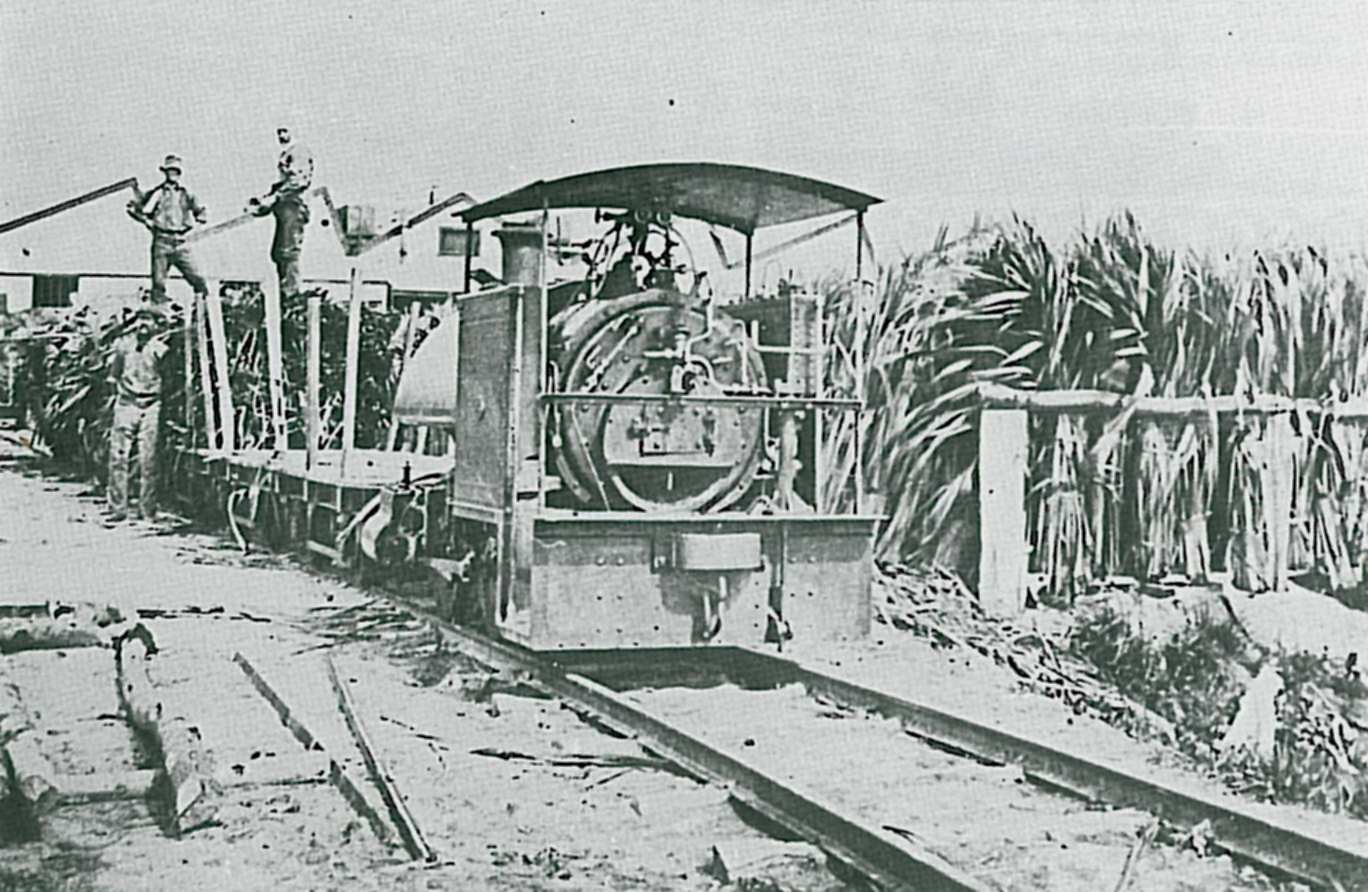
Entladen der Loren an der Flachsmühle
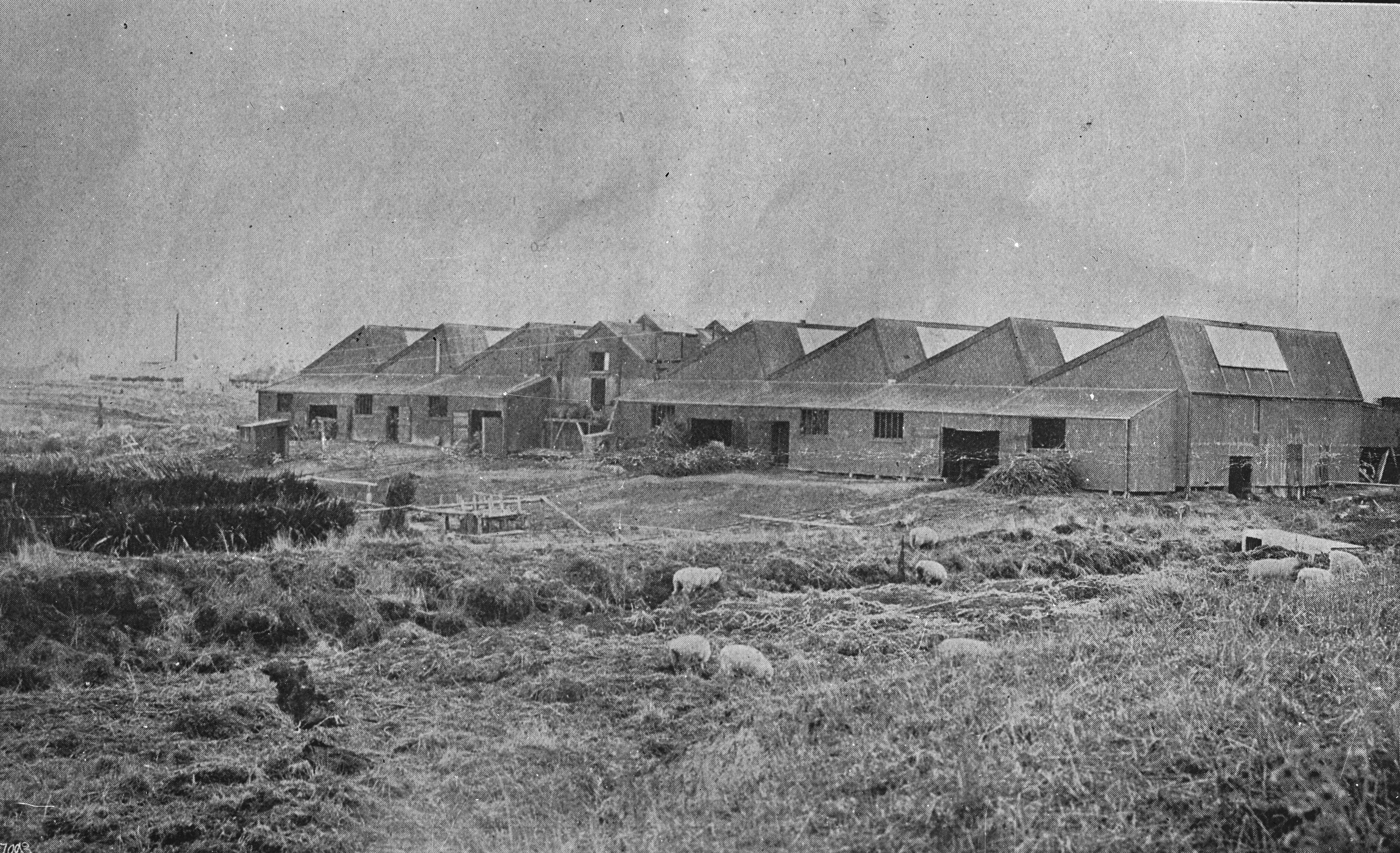
Die Miranui Flax Mill im Makerua Swamp, 1917

## Weiterführende Literatur
- Bob Ayson: Miranui – The Story of New Zealand's Largest Flax Mill. Veröffentlicht 1977. Abgerufen am 6. Mai 2018.